# Parmena slamai
Parmena slamai là một loài bọ cánh cứng trong họ Cerambycidae.